# Ballongflykt

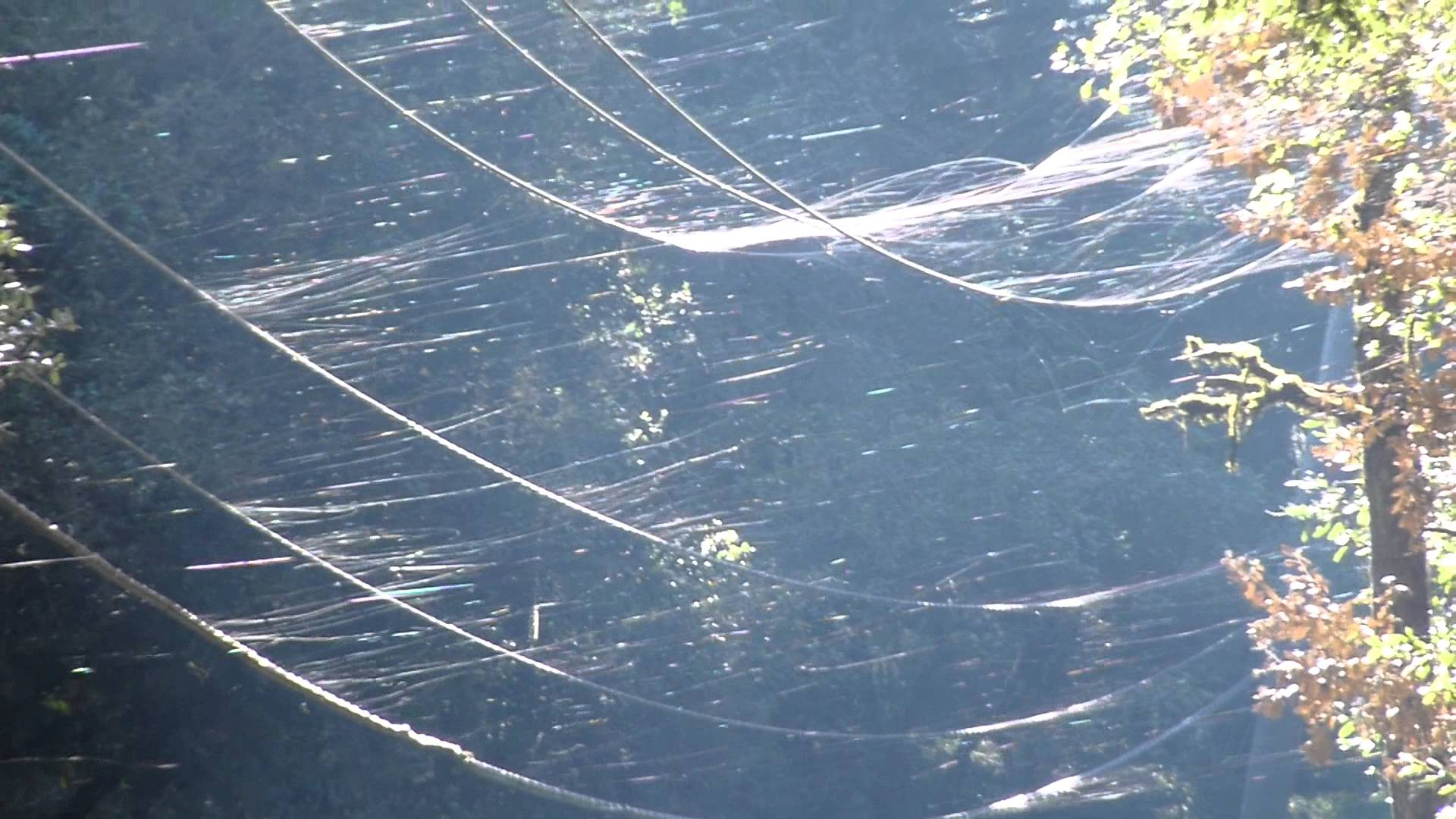
Spindlar som flyger med hjälp av ballongflykt i Santa Cruz Mountains på San Franciscohalvön.

Ballongflykt är en fallskärmsliknande flygförmåga som vissa spindelarter nyttjar och som baseras på elektrostatisk repulsion tillsammans med luftströmmar. På grund av denna flygförmåga har spindlar återfunnits 4 kilometer upp i luften och 1500 kilometer ute till havs.
Studier har visat att spindlar kan känna av elektrostatiska fält genom sensoriska hår, så kallade trichobothria på spindelns ben. När den känner av ett sådant fält reser den sig på benen och sticker upp bakkroppen i luften. Detta är en typ av rörelsemönster som bara observerats i samband med ballongflykt.
För att lyfta låter spindeln en silkestråd hänga från bakkroppen. Denna tråd blir ofta negativt laddad vilket repellerar mot den negativt laddade ytan som spindeln sitter på, vilket ger tillräckligt med kraft för att lyfta upp den i luften. Kraften kan ökas genom att spindeln klättrar upp på kvistar, löv eller grässtrån. Växterna är jordade och har samma negativa laddning som marken de växer i, men de sticker ut i den positivt laddade luften. Detta skapar ganska kraftiga elektriskt fält i luften runt spetsarna på löven och grenarna - och spindlarna använder dessa fält för att flyga iväg. Väl i luften är det förmodligen även luftströmmar som bestämmer vart spindeln flyger.
Teorin om att små insekter kan flyga med hjälp av elektrostatisk repulsion föreslogs redan i början av 1800-talet. 2013 visade fysikern Peter Gorham att det var matematiskt möjligt och 2018 visade Erica Morley och Daniel Robert vid Universitet i Bristol, genom fysiska tester på spindlar att det fungerar.